# Shenandoah (Iowa)
Shenandoah es una ciudad ubicada en el condado de Page en el estado estadounidense de Iowa. En el Censo de 2010 tenía una población de 5150 habitantes y una densidad poblacional de 530,67 personas por km².

## Geografía
Shenandoah se encuentra ubicada en las coordenadas 40°45′30″N 95°22′19″O / 40.75833, -95.37194. Según la Oficina del Censo de los Estados Unidos, Shenandoah tiene una superficie total de 9.7 km², de la cual 9.7 km² corresponden a tierra firme y (0%) 0 km² es agua.

## Demografía
Según el censo de 2010, había 5150 personas residiendo en Shenandoah. La densidad de población era de 530,67 hab./km². De los 5150 habitantes, Shenandoah estaba compuesto por el 96.41% blancos, el 0.35% eran afroamericanos, el 0.21% eran amerindios, el 0.47% eran asiáticos, el 0% eran isleños del Pacífico, el 1.09% eran de otras razas y el 1.48% pertenecían a dos o más razas. Del total de la población el 3.98% eran hispanos o latinos de cualquier raza.